# Book nook

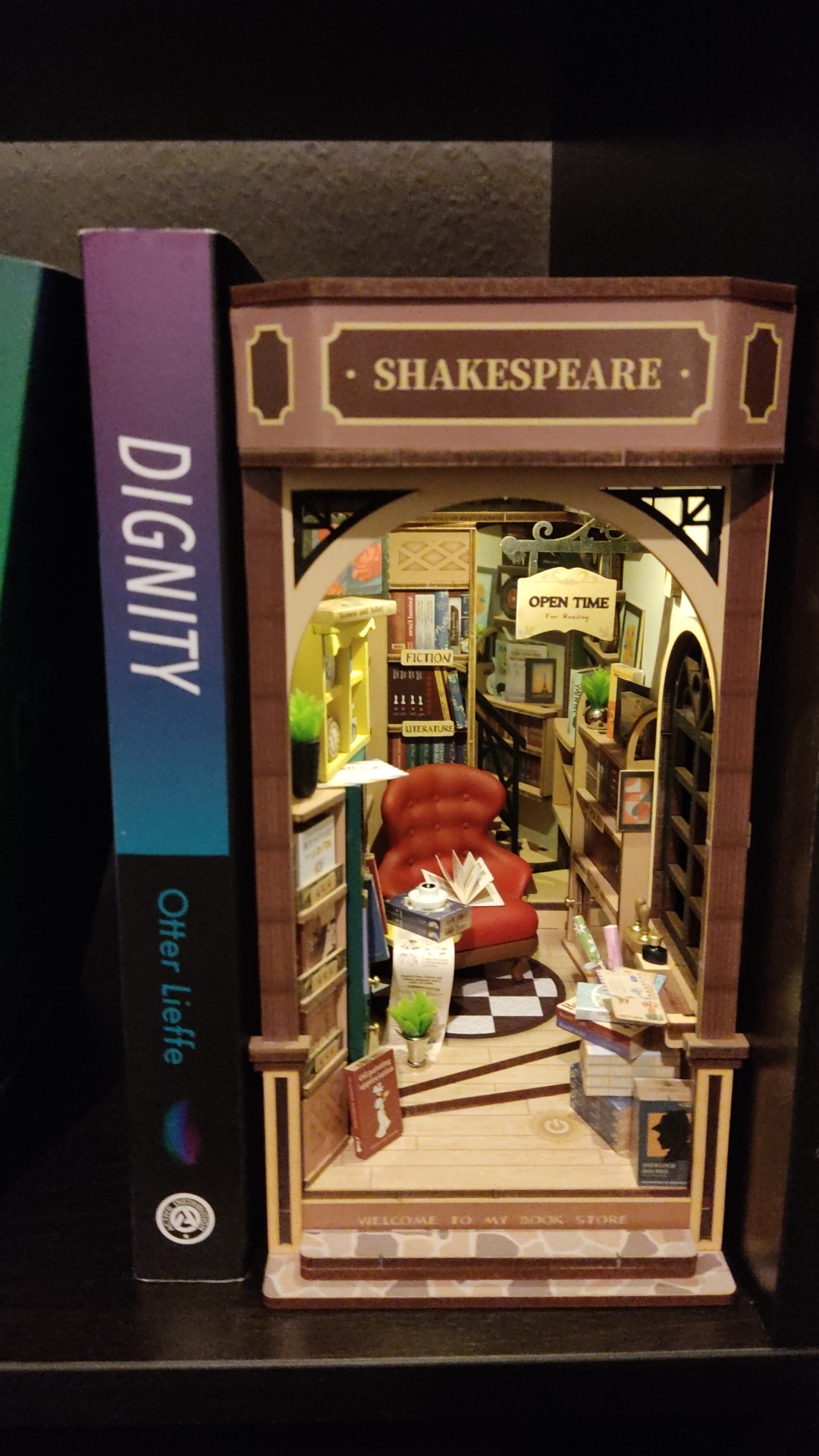
Boekenhoekje gemaakt van een commercieel verkrijgbare kit

Een book nook is een kleine doos gevuld met decoraties die tussen boeken gezet kan worden om het te laten lijken alsof er een kleine kamer verstopt is.
Book nooks zijn diorama-modellen. Ze kunnen gekocht worden of zelf gemaakt, al dan niet met een modelbouwkit. Het onderwerp van een book nook kan variëren van populaire media tot zelfbedachte locaties. De vermoedelijke uitvinder van de book nook is een Japanse artiest genaamd Monde.